# Hahira
Hahira város az USA Georgia államában, Lowndes megyében. Lakosainak száma 3384 fő (2020. április 1.).

## Népesség
A település népességének változása:
| Lakosok száma | 365  | 2737 | 3384 |
|               | 1900 | 2010 | 2020 |